# Praia Clube (pallavolo femminile)
Il Praia Clube una società pallavolistica femminile brasiliana, con sede a Uberlândia: milita nel campionato brasiliano di Superliga Série A e fa parte della  omonima società polisportiva.

## Storia
Il Praia Clube nasce nel 1935, inizialmente attivo solamente nelle discipline natatorie. Dagli anni '80 estende la propria attività anche alla pallavolo, inizialmente solamente a livello scolastico e a partire dal 1989, con l'affiliazione alla Federazione Mineira di pallavolo, la società costituisce anche una squadra seniores che tuttavia trascorre gran parte dei primi anni della sua storia nelle categorie minori.
Nel 2006 vince il primo titolo della propria storia, aggiudicandosi il campionato statale Mineiro, mentre due anni più tardi si aggiudica la Liga Nacional, garantendosi l'accesso in Superliga, in cui debutta nel stagione 2008-09 classificandosi al nono posto.
Nell'annata 2009-10 chiude la stagione regolare e si classifica per i play-off scudetto, dove esce di scena ai quarti di finale contro l'Osasco, così come nella stagione successiva. La stagione 2011-12 si classifica al sesto posto, ma esce nuovamente di scene ai quarti di finale contro il GRER.
L'incremento degli investimenti ha portato ad una rapida escalation nella classifica e, oltre all'incetta di titoli dello Stato di Minas Gerais consecutivi dal 2011 al 2015, si è imposta anche a livello nazionale conquistando lo scudetto 2017-18 e due Supercoppe brasiliane.
Nella stagione 2021-22 conquista per la prima volta il campionato sudamericano per club, successo ripetuto nell'edizione 2023 e 2025. Dopo aver vinto il suo secondo scudetto nella stagione 2022-23, in quella seguente trionfa per la prima volta in Coppa del Brasile.

## Rosa 2024-2025
| N° | Nome              | Ruolo | Data di nascita   | Nazionalità sportiva |
| -- | ----------------- | ----- | ----------------- | -------------------- |
| 2  | Natália de Araújo | L     | 10 aprile 1997    | Brasile              |
| 3  | Mácris Carneiro   | P     | 3 marzo 1989      | Brasile              |
| 5  | Adenízia da Silva | C     | 18 dicembre 1986  | Brasile              |
| 7  | Sof'ja Kuznecova  | S     | 31 ottobre 1999   | Russia               |
| 8  | Juliana Carrijo   | P     | 25 febbraio 1992  | Brasile              |
| 9  | Gabriela Martins  | C     | 5 marzo 1996      | Brasile              |
| 10 | Maiara Basso      | S     | 3 gennaio 1996    | Brasile              |
| 11 | Nia Reed          | O     | 27 giugno 1996    | Stati Uniti          |
| 12 | Caroline Gattaz   | C     | 27 luglio 1981    | Brasile              |
| 14 | Payton Caffrey    | S     | 1º settembre 1998 | Stati Uniti          |
| 15 | Monique Pavão     | O     | 31 ottobre 1986   | Brasile              |
| 16 | Priscila Souza    | S     | 29 ottobre 1987   | Brasile              |
| 17 | Suelen Pinto      | L     | 4 ottobre 1987    | Brasile              |
| 18 | Milka Silva       | C     | 18 luglio 1994    | Brasile              |
| 20 | Milla Camurça     | P     | 12 maggio 1992    | Brasile              |

## Palmarès
- Campionato brasiliano: 2

2017-18, 2022-23
- Coppa del Brasile: 1

2024
- Supercoppa brasiliana: 4

2018, 2019, 2020, 2021
- Campionato sudamericano per club: 3

2021, 2023, 2025
- Campionato Mineiro: 9

2006, 2011, 2012, 2013, 2014, 2015, 2019, 2021, 2023